# Santos Michelena (khu tự quản)
Santos Michelena là một khu tự quản thuộc bang Aragua, Venezuela. Thủ phủ của khu tự quản Santos Michelena đóng tại Las Tejerias. Khự tự quản Santos Michelena có diện tích 220 km2, dân số theo điều tra dân số ngày 21 tháng 10 năm 2001 là 37398 người.